# Diamanda Galás
Diamanda Galás, född 29 augusti 1955 i San Diego, är en grekisk-amerikansk vokalist, pianist och kompositör.

## Diskografi
Studioalbum
- If Looks Could Kill (med Jim French och Henry Kaiser) (1979)
- The Litanies of Satan (1982)
- Diamanda Galás (1984)
- The Divine Punishment (1986)
- Saint of the Pit (1986)
- You Must Be Certain of the Devil (1988)
- The Singer (1992)
- The Sporting Life (med John Paul Jones) (1994)[3]
- All the Way (2017)[4]

Livealbum
- Plague Mass (1991)
- Vena Cava (1993)
- Schrei X (1996)
- Malediction and Prayer (1998)
- La serpenta canta (2003)
- Defixiones, Will and Testament (2003)
- Guilty Guilty Guilty (2008)
- At Saint Thomas the Apostle Harlem (2017)[4]

Samlingsalbum
- Masque of the Red Death (1989)